# Магични циркус Евровизије
Магични циркус Евровизије је био забавни програм организован од стране Европске радиодифузне уније (ЕРУ) и швајцарског емитера Радио телевизија Швајцарске (РТС), одржан 2010, 2011. и 2012. У њему су деца између 7 и 14 година из држава сталних чланица ЕРУ изводила разне циркуске тачке. У пратњи тачкама је свирао Оркестар магичног циркуса. Програм је сниман крајем новембра у шатору циркуса Пајацо у градићу Чен-Бугериз у кантону Женеве у Швајцарској.

## Издања

### 2010.
Прво издање Магичног циркуса Евровизије је снимано 27. новембра 2010.

#### Земље учеснице
Земље учеснице на Магичном циркусу Евровизије 2010.
- Белгија
- Португал
- Русија
- Француска
- Холандија
- Швајцарска

#### Шоу
17 тачака је учествовало.
| #  | Држава     | Извођач(и)       | Тачка               |
| -- | ---------- | ---------------- | ------------------- |
| 01 | Русија     | Никулин дует     | Акробатика          |
| 02 | Холандија  | Ким и Сиард      | Гимнастика          |
| 03 | Француска  | Баптист          | Уницикл             |
| 04 | Швајцарска | Лејла            | Гимнастика          |
| 05 | Португал   | Софија           | Гимнастика          |
| 06 | Швајцарска | Мирко            | Илузије             |
| 07 | Русија     | Pink Flamingo    | Гимнастика          |
| 08 | Белгија    | Белгијски кабаре | Акробатика          |
| 09 | Русија     | Air Equilibrits  | Акробатика          |
| 10 | Швајцарска | Фредрик          | Дијабола            |
| 11 | Француска  | Лорен и Марго    | Ритмичка Гимнастика |
| 12 | Француска  | Констанца        | Акробатика          |
| 13 | Холандија  | Нигел            | Жонглирање          |
| 14 | Португал   | Алфонзо и Бруна  | Илузије             |
| 15 | Холандија  | Селина           | Гимнастика          |
| 16 | Белгија    | Манон и Стијен   | Гимнастика          |
| 17 | Русија     | Џигит            | Акробатика          |

#### Међународни преноси
| Држава     | Пренос   | Реф   |
| ---------- | -------- | ----- |
| Белгија    | VRT      | [ 3 ] |
| Белорусија | BTRC     | [ 3 ] |
| Италија    | Rai      | [ 3 ] |
| Канада     | TV5      | [ 3 ] |
| Португал   | RTP      | [ 3 ] |
| Русија     | RTR      | [ 3 ] |
| Словенија  | RTV SLO  | [ 3 ] |
| Украјина   | NTU      | [ 3 ] |
| Француска  | France 3 | [ 3 ] |
| Холандија  | TROS     | [ 3 ] |
| Швајцарска | RTS      | [ 3 ] |

### 2011.
Друго издање Магичног циркуса Евровизије је снимано 26. новембра 2011.

#### Земље учеснице
Земље учеснице на Магичном циркусу Евровизије 2011.
- Белгија
- Португал
- Русија
- Украјина
- Француска
- Холандија
- Швајцарска

#### Шоу
20 тачака је учествовало.
| #  | Држава     | Извођач(и)          | Тачка               |
| -- | ---------- | ------------------- | ------------------- |
| 01 | Француска  | Лео                 | Акробатика          |
| 02 | Украјина   | Your Reflections    | Гимнастика          |
| 03 | Португал   | Рубен               | Жонглирање          |
| 04 | Русија     | Ексцентрични Чаплин | Фунамбулизам        |
| 05 | Швајцарска | Duo Momocycle       | Уницикл             |
| 06 | Холандија  | Tight Rope          | Фунамбулизам        |
| 07 | Белгија    | Ze Boyz             | Дијабола            |
| 08 | Русија     | Сергеј              | Балансирање         |
| 09 | Португал   | Trio CaroMeliCata   | Гимнастика          |
| 10 | Француска  | Duo Momocycle       | Ваздушна акробатика |
| 11 | Холандија  | Dancing Dragon      | Акробатика          |
| 12 | Швајцарска | Duo Mât Pendulaire  | Гимнастика          |
| 13 | Француска  | Le Train            | Акробатика          |
| 14 | Холандија  |                     | Илузије             |
| 15 | Русија     | Friendly Family     | Актобатика          |
| 16 | Украјина   | Виолниниста         | Фунамбулизам        |
| 17 | Белгија    | While Wheel         | Гимнастика у точку  |
| 18 | Швајцарска | Due Trapèze Comique | Трапез              |
| 19 | Белгија    | Андреас             | Жонглирање          |
| 20 | Украјина   | Анђела              | Акробатика          |

#### Међународни преноси
| Држава     | Пренос   | Реф   |
| ---------- | -------- | ----- |
| Белгија    | VRT      | [ 3 ] |
| Португал   | RTP      | [ 3 ] |
| Русија     | RTR      | [ 3 ] |
| Украјина   | NTU      | [ 3 ] |
| Француска  | France 3 | [ 3 ] |
| Холандија  | TROS     | [ 3 ] |
| Швајцарска | RTS      | [ 3 ] |

### 2012.
Треће, и уједно последње издање Магичног циркуса Евровизије је снимано 17. новембра 2012.

#### Земље учеснице
Земље учеснице на Магичном циркусу Евровизије 2012.
- Белгија
- Бугарска
- Ирска
- Јерменија
- Португал
- Русија
- Француска
- Холандија
- Швајцарска

#### Шоу
20 тачака је учествовало.
| #  | Држава     | Извођач(и)              | Тачка                   |
| -- | ---------- | ----------------------- | ----------------------- |
| 01 | Јерменија  | Милена                  | Акробатика              |
| 02 | Португал   | Suspensas Pelo Fado     | Ваздушна акробатика     |
| 03 | Русија     | Иван                    | Балансирање             |
| 04 | Ирска      | Патрик и Марија         | Гимнастика              |
| 05 | Швајцарска | Жон и Габин             | Уницикл                 |
| 06 | Француска  | Ентони                  | Гимнастика              |
| 07 | Јерменија  | Лусин                   | Ваздушна акробатика     |
| 08 | Бугарска   | Јан Ајвон               | Илузије                 |
| 09 | Холандија  | The Magic Box           | Акробатска комедија     |
| 10 | Швајцарска | Ноеми                   | Ваздушна акробатика     |
| 11 | Португал   | Cats                    | Ритмичка гимнастика     |
| 12 | Белгија    | Том                     | Жонглирање              |
| 13 | Холандија  | Cops & Robbers          | Акробатика и жонглирање |
| 14 | Русија     | Лиза                    | Ваздушна акробатика     |
| 15 | Јерменија  | Саргис и Давит          | Акробатика              |
| 16 | Ирска      | Донача                  | Дијабола                |
| 17 | Француска  | Томи и Винцент          | Плес око шипке          |
| 18 | Белгија    | Acrobatiek Stewardesses | Акробатика              |

#### Међународни преноси
| Држава     | Пренос   | Реф   |
| ---------- | -------- | ----- |
| Белгија    | VRT      | [ 3 ] |
| Бугарска   | BNT      | [ 3 ] |
| Ирска      | RTE      | [ 3 ] |
| Јерменија  | AMPTV    | [ 3 ] |
| Португал   | RTP      | [ 3 ] |
| Русија     | RTR      | [ 3 ] |
| Украјина   | NTU      | [ 3 ] |
| Француска  | France 3 | [ 3 ] |
| Холандија  | TROS     | [ 3 ] |
| Швајцарска | RTS      | [ 3 ] |